# Christina Moore
Christina Moore (Palatine, 12 april 1973) is een Amerikaans actrice.
Al als kind kwam Moore erachter dat ze ervan hield om mensen te vermaken, door op te treden in de kerk. Als middelbarescholier toerde ze buiten schooltijd door Chicago met een musicalgroep. Na haar diploma stortte ze zich volledig op het vak en kreeg ze rollen in verscheidene toneelstukken.
Nadat Moore afstudeerde aan de Illinois Wesleyan Universiteit, verhuisde ze naar Los Angeles om een carrière te maken als actrice. Ze kreeg gastrollen in series als Beverly Hills, 90210, Married... with Children, Saved by the Bell: The New Class, Friends, Just Shoot Me! en Suddenly Susan. Ook speelde ze in 1998 grote rollen in de series als Unhappily Ever After en Hyperion Bay.
In 2003 volgde haar grote doorbraak, toen ze aan de cast van MADtv werd toegevoegd. Ook verving ze dat jaar Lisa Robin Kelly in de sitcom That '70s Show. Sinds 2008 speelt Moore de moeder van AnnaLynne McCord in de serie 90210.

## Filmografie
- Gemeinsame Normdatei: 1061917304
- International Standard Name Identifier: 0000 0004 4884 1028
- Library of Congress Control Number: no2019186154
- Virtual International Authority File: 91813557